# パラントロプス・エチオピクス
パラントロプス・エチオピクス (Paranthropus aethiopicus) は、化石人類であるパラントロプス属（旧称：頑丈型アウストラロピテクス）の一種。生息年代は、およそ270 - 230万年前（鮮新世の終盤）などといわれている。

## 概要
パラントロプス3種のうち、最後（1985年）に発見された。先に発見されていた1938年のP.ロブストス (robustus)、1959年のP.ボイセイ (boisei)と同様に、頭頂部に矢状稜があり、頭骨が頑丈なことを示している。頬骨弓からは、ゴリラのように強力な噛む力が想像される。頑丈型か否か以外では、特徴に共通点が多いため、アウストラロピテクス・アファレンシス（アファール猿人）直系の子孫である可能性が高いとされる。 3種のうち最も古い種とされているため、頑丈型の祖先となったのがP.エチオピクスと考えられている。

## ブラック・スカル
1985年にアラン・ ウォーカーが、ケニアにあるトゥルカナ湖の西で発見した頭骨は「KNM WT 17000」という記号名称が付けられた。高レベルのマンガンによる着色から、「ブラック・スカル」とも呼ばれる。ケニアで発見されたとはいえ、同種と見られる下顎骨が、すでに1967年にエチオピアで出土していたため、これらの種に「P.ethiopicus」という名前がつけられた。ブラック・スカルを元に考えると、頭蓋容量は、410cc程度と想定される。

## 関連文献
- ロバート・ウィンストン「人類大図鑑」p.452（ネコ・パブリッシング、DKブックシリーズ、2006年）